# 学園アイドルマスターの楽曲一覧
- アイドルマスターシリーズ > THE IDOLM@STERの楽曲一覧 > 学園アイドルマスターの楽曲一覧
- アイドルマスターシリーズ > 学園アイドルマスター > 学園アイドルマスターの楽曲一覧

学園アイドルマスターの楽曲一覧（がくえんアイドルマスターのがっきょくいちらん）は、メディアミックスプロジェクト『アイドルマスター』シリーズ内の、『学園アイドルマスター』より展開した作品にて作成、もしくはカバーされた楽曲の一覧である。なお、登場キャラクターの声優に関しては特に記述が無い限り、原作ゲーム準拠とする。

## ゲーム関連楽曲

### 『学園アイドルマスター』収録曲
初
作詞・作曲：原口沙輔、編曲：宮川弾・原口沙輔
『学園アイドルマスター』テーマ曲。
タイトルの読みは「はじめ」。
収録作品
- 学園アイドルマスター - 初期状態から使用可能
- アイドルマスター ツアーズ - アップデートで追加

収録CD
- 花海咲季 1st Single「Fighting My Way」
  - 初 [花海咲季 Solo ver.] 歌：花海咲季

- 月村手毬 1st Single「Luna say maybe」
  - 初 [月村手毬 Solo ver.] 歌：月村手毬

- 藤田ことね 1st Single「世界一可愛い私」
  - 初 [藤田ことね Solo ver.] 歌：藤田ことね

- 姫崎莉波 1st Single「clumsy trick」
  - 初 [姫崎莉波 Solo ver.] 歌：姫崎莉波

- 葛城リーリヤ 1st Single「白線」
  - 初 [葛城リーリヤ Solo ver.] 歌：葛城リーリヤ

- 倉本千奈 1st Single「Wonder Scale」
  - 初 [倉本千奈 Solo ver.] 歌：倉本千奈

- 有村麻央 1st Single「Fluorite」
  - 初 [有村麻央 Solo ver.] 歌：有村麻央

- 紫雲清夏 1st Single「Tame-Lie-One-Step」
  - 初 [紫雲清夏 Solo ver.] 歌：紫雲清夏

- 篠澤広 1st Single「光景」
  - 初 [篠澤広 Solo ver.] 歌：篠澤広

- 花海佑芽 1st Single「The Rolling Riceball」
  - 初 [花海佑芽 Solo ver.] 歌：花海佑芽

- 十王星南 1st Single「小さな野望」
  - 初 [十王星南 Solo ver.] 歌：十王星南

- 秦谷美鈴 1st Single「ツキノカメ」
  - 初 [秦谷美鈴 Solo ver.] 歌：秦谷美鈴

Fighting My Way
作詞：HIROMI、作曲・編曲：Giga
収録作品
- 学園アイドルマスター - 初期状態から使用可能

収録CD
- 花海咲季 1st Single「Fighting My Way」
  - Fighting My Way 歌：花海咲季

Luna say maybe
作詞・作曲：美波、編曲：美波・真船勝博
収録作品
- 学園アイドルマスター - 初期状態から使用可能

収録CD
- 月村手毬 1st Single「Luna say maybe」
  - Luna say maybe 歌：月村手毬

世界一可愛い私
作詞・作曲・編曲：HoneyWorks
収録作品
- 学園アイドルマスター - 初期状態から使用可能

収録CD
- 藤田ことね 1st Single「世界一可愛い私」
  - 世界一可愛い私 歌：藤田ことね

clumsy trick
作詞・作曲：渡辺翔、編曲：奈須野新平
収録作品
- 学園アイドルマスター - 初期状態から使用可能

収録CD
- 姫崎莉波 1st Single「clumsy trick」
  - clumsy trick 歌：姫崎莉波

Tame-Lie-One-Step
作詞・作曲・編曲：東優太
収録作品
- 学園アイドルマスター - 初期状態から使用可能

収録CD
- 紫雲清夏 1st Single「Tame-Lie-One-Step」
  - Tame-Lie-One-Step 歌：紫雲清夏

光景
作詞・作曲・編曲：長谷川白紙
収録作品
- 学園アイドルマスター - 初期状態から使用可能

収録CD
- 篠澤広 1st Single「光景」
  - 光景 歌：篠澤広

白線
作詞・作曲・編曲：ナユタン星人
収録作品
- 学園アイドルマスター - 初期状態から使用可能

収録CD
- 葛城リーリヤ 1st Single「白線」
  - 白線 歌：葛城リーリヤ

Wonder Scale
作詞：大森祥子、作曲・編曲：兼松衆
収録作品
- 学園アイドルマスター - 初期状態から使用可能

収録CD
- 倉本千奈 1st Single「Wonder Scale」
  - Wonder Scale 歌：倉本千奈

Fluorite
作詞：やぎぬまかな、作曲・編曲：Moe Shop
収録作品
- 学園アイドルマスター - 初期状態から使用可能

収録CD
- 有村麻央 1st Single「Fluorite」
  - Fluorite 歌：有村麻央

アイヴイ
作詞・作曲・編曲：ツミキ
収録作品
- 学園アイドルマスター - アップデートで追加

収録CD
- 月村手毬 2nd Single「アイヴイ」
  - アイヴイ 歌：月村手毬

The Rolling Riceball
作詞・作曲：佐藤貴文（Bandai Namco Studios Inc.）、編曲：半田彬倫
収録作品
- 学園アイドルマスター - アップデートで追加

収録CD
- 花海佑芽1st Single「The Rolling Riceball」
  - The Rolling Riceball 歌：花海佑芽

Yellow Big Bang!
作詞：やぎぬまかな、作曲・編曲：瀬尾祥太郎（MONACA）
収録作品
- 学園アイドルマスター - アップデートで追加

収録CD
- 藤田ことね 2nd Single「Yellow Big Bang！」
  - Yellow Big Bang！ 歌：藤田ことね

Boom Boom Pow
作詞：KENTZ、作曲：KENTZ・ERECA、編曲：KENTZ
収録作品
- 学園アイドルマスター - アップデートで追加

収録CD
- 花海咲季 2nd Single「Boom Boom Pow」
  - Boom Boom Pow 歌：花海咲季

キミとセミブルー
作詞：いつきおと、作曲・編曲：光増ハジメ（FirstCall）
『学園アイドルマスター』のイベント配信楽曲。
収録作品
- 学園アイドルマスター - アップデートで追加

収録CD
- 学園アイドルマスター Season Solo Collection Vol.1 「キミとセミブルー」
  - キミとセミブルー 歌：姫崎莉波・有村麻央・紫雲清夏
  - キミとセミブルー [花海咲季 Solo ver.] 歌：花海咲季
  - キミとセミブルー [月村手毬 Solo ver.] 歌：月村手毬
  - キミとセミブルー [藤田ことね Solo ver.] 歌：藤田ことね
  - キミとセミブルー [有村麻央 Solo ver.] 歌：有村麻央
  - キミとセミブルー [葛城リーリヤ Solo ver.] 歌：葛城リーリヤ
  - キミとセミブルー [倉本千奈 Solo ver.] 歌：倉本千奈
  - キミとセミブルー [紫雲清夏 Solo ver.] 歌：紫雲清夏
  - キミとセミブルー [篠澤広 Solo ver.] 歌：篠澤広
  - キミとセミブルー [姫崎莉波 Solo ver.] 歌：姫崎莉波

コントラスト
作詞：佐々木恵梨、作曲：佐々木恵梨・鵜飼大幹・中村ヒロ、編曲：中村ヒロ
収録作品
- 学園アイドルマスター - アップデートで追加

収録CD
- 篠澤広 2nd Single「コントラスト」
  - コントラスト 歌：篠澤広

冠菊
作詞：大山恭子（Rebrast）、作曲：早川博隆（Rebrast）・河原レオ（Rebrast）、編曲：河原レオ（Rebrast）
『学園アイドルマスター』のイベント配信楽曲。
タイトルの読みは「かむろぎく」。
収録作品
- 学園アイドルマスター - アップデートで追加

収録CD
- 学園アイドルマスター Season Solo Collection Vol.2 「冠菊」
  - 冠菊 歌：花海咲季・葛城リーリヤ・藤田ことね
  - 冠菊 [花海咲季 Solo ver.] 歌：花海咲季
  - 冠菊 [月村手毬 Solo ver.] 歌：月村手毬
  - 冠菊 [藤田ことね Solo ver.] 歌：藤田ことね
  - 冠菊 [有村麻央 Solo ver.] 歌：有村麻央
  - 冠菊 [葛城リーリヤ Solo ver.] 歌：葛城リーリヤ
  - 冠菊 [倉本千奈 Solo ver.] 歌：倉本千奈
  - 冠菊 [紫雲清夏 Solo ver.] 歌：紫雲清夏
  - 冠菊 [篠澤広 Solo ver.] 歌：篠澤広
  - 冠菊 [姫崎莉波 Solo ver.] 歌：姫崎莉波

日々、発見的ステップ!
作詞・作曲・編曲：椿山日南子（Dream Monster）
収録作品
- 学園アイドルマスター - アップデートで追加

収録CD
- 倉本千奈 2nd Single「日々、発見的ステップ！」
  - 日々、発見的ステップ！ 歌：倉本千奈

Feel Jewel Dream
作詞・作曲・編曲：DÉ DÉ MOUSE
収録作品
- 学園アイドルマスター - アップデートで追加

収録CD
- 有村麻央 2nd Single「Feel Jewel Dream」
  - Feel Jewel Dream 歌：有村麻央

仮装狂騒曲
作詞：TOPHAMHAT-KYO（FAKE TYPE.） 、作曲：FAKE TYPE.、編曲：DYES IWASAKI（FAKE TYPE.）
『学園アイドルマスター』のイベント配信楽曲。
収録作品
- 学園アイドルマスター - アップデートで追加

収録CD
- 学園アイドルマスター Season Solo Collection Vol.3 「仮装狂騒曲」
  - 仮装狂騒曲 歌：月村手毬・倉本千奈・篠澤広
  - 仮装狂騒曲 [花海咲季 Solo ver.] 歌：花海咲季
  - 仮装狂騒曲 [月村手毬 Solo ver.] 歌：月村手毬
  - 仮装狂騒曲 [藤田ことね Solo ver.] 歌：藤田ことね
  - 仮装狂騒曲 [有村麻央 Solo ver.] 歌：有村麻央
  - 仮装狂騒曲 [葛城リーリヤ Solo ver.] 歌：葛城リーリヤ
  - 仮装狂騒曲 [倉本千奈 Solo ver.] 歌：倉本千奈
  - 仮装狂騒曲 [紫雲清夏 Solo ver.] 歌：紫雲清夏
  - 仮装狂騒曲 [篠澤広 Solo ver.] 歌：篠澤広
  - 仮装狂騒曲 [姫崎莉波 Solo ver.] 歌：姫崎莉波

L.U.V
作詞・作曲：諭吉佳作/men、編曲：倉内達矢
収録作品
- 学園アイドルマスター - アップデートで追加

収録CD
- 姫崎莉波 2nd Single「L.U.V」
  - L.U.V 歌：姫崎莉波

古今東西ちょちょいのちょい
作詞・作曲・編曲：田中透真（Dream Monster）
学園アイドルマスターとアニメイトとのコラボ楽曲。
収録作品
- 学園アイドルマスター - アップデートで追加

収録CD
- 学園アイドルマスター 初星学園×アニメイト コラボCD「古今東西ちょちょいのちょい」
  - 古今東西ちょちょいのちょい 歌：花海咲季・月村手毬・藤田ことね

小さな野望
作詞：小室みつ子、作曲・編曲：椎名豪
収録作品
- 学園アイドルマスター - アップデートで追加

収録CD
- 十王星南1st Single「小さな野望」
  - 小さな野望 歌：十王星南

White Night! White Wish!
作詞：林英樹、作曲・編曲：佐藤純一（fhána）
『学園アイドルマスター』のイベント配信楽曲。
収録作品
- 学園アイドルマスター - アップデートで追加

収録CD
- 学園アイドルマスター Season Solo Collection Vol.4 「White Night! White Wish!」
  - White Night! White Wish! 歌：花海佑芽・藤田ことね・葛城リーリヤ
  - White Night! White Wish! [花海咲季 Solo ver.] 歌：花海咲季
  - White Night! White Wish! [月村手毬 Solo ver.] 歌：月村手毬
  - White Night! White Wish! [藤田ことね Solo ver.] 歌：藤田ことね
  - White Night! White Wish! [有村麻央 Solo ver.] 歌：有村麻央
  - White Night! White Wish! [葛城リーリヤ Solo ver.] 歌：葛城リーリヤ
  - White Night! White Wish! [倉本千奈 Solo ver.] 歌：倉本千奈
  - White Night! White Wish! [紫雲清夏 Solo ver.] 歌：紫雲清夏
  - White Night! White Wish! [篠澤広 Solo ver.] 歌：篠澤広
  - White Night! White Wish! [姫崎莉波 Solo ver.] 歌：姫崎莉波
  - White Night! White Wish! [花海佑芽 Solo ver.] 歌：花海佑芽

カクシタワタシ
作詞・作曲・編曲：東優太
収録作品
- 学園アイドルマスター - アップデートで追加

収録CD
- 紫雲清夏 2nd Single「カクシタワタシ」
  - カクシタワタシ 歌：紫雲清夏

ハッピーミルフィーユ
作詞・編曲：ナナホシ管弦楽団、作曲：岩見陸
『学園アイドルマスター』のイベント配信楽曲。
収録作品
- 学園アイドルマスター - アップデートで追加

収録CD
- 学園アイドルマスター Season Solo Collection Vol.5 「ハッピーミルフィーユ」
  - ハッピーミルフィーユ 歌：姫崎莉波・十王星南・篠澤広
  - ハッピーミルフィーユ [花海咲季 Solo ver.] 歌：花海咲季
  - ハッピーミルフィーユ [月村手毬 Solo ver.] 歌：月村手毬
  - ハッピーミルフィーユ [藤田ことね Solo ver.] 歌：藤田ことね
  - ハッピーミルフィーユ [有村麻央 Solo ver.] 歌：有村麻央
  - ハッピーミルフィーユ [葛城リーリヤ Solo ver.] 歌：葛城リーリヤ
  - ハッピーミルフィーユ [倉本千奈 Solo ver.] 歌：倉本千奈
  - ハッピーミルフィーユ [紫雲清夏 Solo ver.] 歌：紫雲清夏
  - ハッピーミルフィーユ [篠澤広 Solo ver.] 歌：篠澤広
  - ハッピーミルフィーユ [姫崎莉波 Solo ver.] 歌：姫崎莉波
  - ハッピーミルフィーユ [花海佑芽 Solo ver.] 歌：花海佑芽
  - ハッピーミルフィーユ [十王星南 Solo ver.] 歌：十王星南

雪解けに
作詞：大山恭子（Rebrast）、作曲・編曲：河原レオ（Rebrast）
『学園アイドルマスター』のイベント配信楽曲。
収録作品
- 学園アイドルマスター - アップデートで追加

収録CD
- 学園アイドルマスター Season Solo Collection Vol.6 「雪解けに」
  - 雪解けに 歌：有村麻央・月村手毬・倉本千奈
  - 雪解けに [花海咲季 Solo ver.] 歌：花海咲季
  - 雪解けに [月村手毬 Solo ver.] 歌：月村手毬
  - 雪解けに [藤田ことね Solo ver.] 歌：藤田ことね
  - 雪解けに [有村麻央 Solo ver.] 歌：有村麻央
  - 雪解けに [葛城リーリヤ Solo ver.] 歌：葛城リーリヤ
  - 雪解けに [倉本千奈 Solo ver.] 歌：倉本千奈
  - 雪解けに [紫雲清夏 Solo ver.] 歌：紫雲清夏
  - 雪解けに [篠澤広 Solo ver.] 歌：篠澤広
  - 雪解けに [姫崎莉波 Solo ver.] 歌：姫崎莉波
  - 雪解けに [花海佑芽 Solo ver.] 歌：花海佑芽
  - 雪解けに [十王星南 Solo ver.] 歌：十王星南

極光
作詞・作曲・編曲：重永亮介
収録作品
- 学園アイドルマスター - アップデートで追加

収録CD
- 葛城リーリヤ 2nd Single「極光」
  - 極光 歌：葛城リーリヤ

桜フォトグラフ
作詞：Safari Natsukawa、作曲・編曲：春川仁志（sixth floor）
『学園アイドルマスター』のイベント配信楽曲。
収録作品
- 学園アイドルマスター - アップデートで追加
- 学園アイドルマスター - 条件を満たすと使用可能 歌：根緒亜紗里

収録CD
- 学園アイドルマスター Season Solo Collection Vol.7 「桜フォトグラフ」
  - 桜フォトグラフ 歌：葛城リーリヤ・紫雲清夏・花海咲希
  - 桜フォトグラフ [花海咲季 Solo ver.] 歌：花海咲季
  - 桜フォトグラフ [月村手毬 Solo ver.] 歌：月村手毬
  - 桜フォトグラフ [藤田ことね Solo ver.] 歌：藤田ことね
  - 桜フォトグラフ [有村麻央 Solo ver.] 歌：有村麻央
  - 桜フォトグラフ [葛城リーリヤ Solo ver.] 歌：葛城リーリヤ
  - 桜フォトグラフ [倉本千奈 Solo ver.] 歌：倉本千奈
  - 桜フォトグラフ [紫雲清夏 Solo ver.] 歌：紫雲清夏
  - 桜フォトグラフ [篠澤広 Solo ver.] 歌：篠澤広
  - 桜フォトグラフ [姫崎莉波 Solo ver.] 歌：姫崎莉波
  - 桜フォトグラフ [花海佑芽 Solo ver.] 歌：花海佑芽
  - 桜フォトグラフ [十王星南 Solo ver.] 歌：十王星南

Our Chant
作詞：Fra、作曲：中鶴潤一（Bandai Namco Studios Inc.）・Fra、編曲：中鶴潤一（Bandai Namco Studios Inc.）
収録作品
- 学園アイドルマスター - アップデートで追加 歌：十王星南

雨上がりのアイリス
作詞：こだまさおり、作曲・編曲：神前暁（MONACA）
初星コミュ挿入歌。
収録作品
- 学園アイドルマスター - アップデートで追加

収録CD
- Re;IRIS 1st Single 「雨上がりのアイリス」 
  - 雨上がりのアイリス 歌：Re;IRIS
  - 雨上がりのアイリス [花海咲季 Solo Ver.] 歌：花海咲季
  - 雨上がりのアイリス [月村手毬 Solo Ver.] 歌：月村手毬
  - 雨上がりのアイリス [藤田ことね Solo Ver.] 歌：藤田ことね

ツキノカメ
作詞・作曲・編曲：ミフメイ
収録作品
- 学園アイドルマスター - アップデートで追加

収録CD
- 秦谷美鈴1st Single「ツキノカメ」
  - ツキノカメ 歌：秦谷美鈴

Love & Joy
作詞：東優太、作曲・編曲：原一博
収録作品
- 学園アイドルマスター - アップデートで追加 歌：紫雲清夏

サンフェーデッド
作詞・作曲・編曲：長谷川白紙
収録作品
- 学園アイドルマスター - アップデートで追加 歌：篠澤広

Star-mine
作詞・作曲・編曲：じん
初星コミュ挿入歌。
収録作品
- 学園アイドルマスター - アップデートで追加

収録CD
- Begrazia 1st Single「Star-mine」
  - Star-mine 歌：Begrazia
  - Star-mine [花海佑芽 Solo Ver.] 歌：花海佑芽
  - Star-mine [秦谷美鈴 Solo Ver.] 歌：秦谷美鈴
  - Star-mine [十王星南 Solo Ver.] 歌：十王星南

自己肯定感爆上げ↑↑しゅきしゅきソング
作詞・作曲・編曲：ヒゲドライバー
収録作品
- 学園アイドルマスター - アップデートで追加 歌：藤田ことね

## CD収録曲

### 『1st Single』収録曲
Campus mode!!
作詞・作曲：田淵智也、編曲：滝澤俊輔（TRYTONELABO）
「学園アイドルマスター」エンディング曲。作中では初星学園伝統の楽曲として位置づけられている。
収録作品
- 学園アイドルマスター - 条件を満たすと使用可能

収録CD
- 花海咲季 1st Single「Fighting My Way」
  - Campus mode!! [花海咲季 Solo ver.] 歌：花海咲季

- 月村手毬 1st Single「Luna say maybe」
  - Campus mode!! [月村手毬 Solo ver.] 歌：月村手毬

- 藤田ことね 1st Single「世界一可愛い私」
  - Campus mode!! [藤田ことね Solo ver.] 歌：藤田ことね

- 姫崎莉波 1st Single「clumsy trick」
  - Campus mode!! [姫崎莉波 Solo ver.] 歌：姫崎莉波

- 葛城リーリヤ 1st Single「白線」
  - Campus mode!! [葛城リーリヤ Solo ver.] 歌：葛城リーリヤ

- 倉本千奈 1st Single「Wonder Scale」
  - Campus mode!! [倉本千奈 Solo ver.] 歌：倉本千奈

- 有村麻央 1st Single「Fluorite」
  - Campus mode!! [有村麻央 Solo ver.] 歌：有村麻央

- 紫雲清夏 1st Single「Tame-Lie-One-Step」
  - Campus mode!! [紫雲清夏 Solo ver.] 歌：紫雲清夏

- 篠澤広 1st Single「光景」
  - Campus mode!! [篠澤広 Solo ver.] 歌：篠澤広

- 花海佑芽 1st Single「The Rolling Riceball」
  - Campus mode!! [花海佑芽 Solo ver.] 歌：花海佑芽

- 十王星南 1st Single「小さな野望」
  - Campus mode!! [十王星南 Solo ver.] 歌：十王星南

- 秦谷美鈴 1st Single「ツキノカメ」
  - Campus mode!! [秦谷美鈴 Solo ver.] 歌：秦谷美鈴

### 誕生日記念セット限定CD収録曲
叶えたい、ことばかり
作詞・作曲・編曲：田中透真（Dream Monster）
収録CD
- 月村手毬誕生日記念セット限定CD
  - 叶えたい、ことばかり 歌：月村手毬

Wake up!!
作詞・作曲：田中透真（Dream Monster）、編曲：アッシュ井上（Dream Monster）・田中透真（Dream Monster）
収録CD
- 葛城リーリヤ誕生日記念セット限定CD
  - Wake up!! 歌：葛城リーリヤ

憧れをいっぱい
作詞・作曲・編曲：高木龍一（Dream Monster）
収録CD
- 倉本千奈誕生日記念セット限定CD
  - 憧れをいっぱい 歌：倉本千奈

Ride on Beat
作詞：田中龍志（Rebrast）、作曲：田中龍志（Rebrast）・柿迫ヒカル（Rebrast）・早川博隆（Rebrast）、編曲：柿迫ヒカル（Rebrast）・早川博隆（Rebrast）
収録CD
- 紫雲清夏誕生日記念セット限定CD
  - Ride on Beat 歌：紫雲清夏

Cosmetic
作詞：Stephanie Topalian・MOMONADY、作曲：MOMONADY・YUKI FUNAKOSHI （Digz, Inc. Group）、編曲：YUKI FUNAKOSHI（Digz, Inc. Group）
収録CD
- 十王星南誕生日記念セット限定CD
  - Cosmetic 歌：十王星南

メクルメ
作詞・作曲・編曲：フロクロ
収録CD
- 篠澤広誕生日記念セット限定CD
  - メクルメ 歌：篠澤広

Sweet Magic
作詞・作曲・編曲：SHOW（Digz, Inc. Group）
収録CD
- 有村麻央誕生日記念セット限定CD
  - Sweet Magic 歌：有村麻央

たいせつなもの
作詞・作曲・編曲：フワリ（Dream Monster）
収録CD
- 秦谷美鈴誕生日記念セット限定CD
  - たいせつなもの 歌：秦谷美鈴

marble heart
作詞：品川樹、作曲・編曲：須藤幽玄
収録CD
- 姫崎莉波誕生日記念セット限定CD
  - marble heart 歌：姫崎莉波

つよつよ最強エクササイズ
作詞：坪井リヒト（Bandai Namco Studio Inc.）、作曲：坪井リヒト（Bandai Namco Studio Inc.）・佐藤貴文（Bandai Namco Studio Inc.）、編曲：坪井リヒト（Bandai Namco Studio Inc.）
収録CD
- 花海佑芽誕生日記念セット限定CD
  - つよつよ最強エクササイズ 歌：花海佑芽

Try it now
作詞・作曲・編曲：Kijibato（Dream Monster）
収録CD
- 花海咲希誕生日記念セット限定CD
  - Try it now 歌：花海咲希

The Cute!!!
作詞・作曲・編曲：金山秀士 (Dream Monster)
収録CD
- 藤田ことね誕生日記念セット限定CD
  - The Cute!!! 歌：藤田ことね

### 『2nd Single』収録曲
がむしゃらに行こう！
作詞：SHOW（Digz, Inc. Group）、作曲：SHOW（Digz, Inc. Group）・Mitsu.J（Digz, Inc. Group）、編曲：Mitsu.J（Digz, Inc. Group）
収録CD
- 花海咲季 2nd Single「Boom Boom Pow」
  - がむしゃらに行こう！ [花海咲季 Solo ver.] 歌：花海咲季

- 月村手毬 2nd Single「アイヴイ」
  - がむしゃらに行こう！ [月村手毬 Solo ver.] 歌：月村手毬

- 藤田ことね 2nd Single「Yellow Big Bang！」
  - がむしゃらに行こう！ [藤田ことね Solo ver.] 歌：藤田ことね

- 篠澤広 2nd Single「コントラスト」
  - がむしゃらに行こう！ [篠澤広 Solo ver.] 歌：篠澤広

- 倉本千奈 2nd Single「日々、発見的ステップ！」
  - がむしゃらに行こう！ [倉本千奈 Solo ver.] 歌：倉本千奈

- 有村麻央 2nd Single「Feel Jewel Dream」
  - がむしゃらに行こう！ [有村麻央 Solo ver.] 歌：有村麻央

- 姫崎莉波 2nd Single「L.U.V」
  - がむしゃらに行こう！ [姫崎莉波 Solo ver.] 歌：姫崎莉波

- 紫雲清夏 2nd Single「カクシタワタシ」
  - がむしゃらに行こう！ [紫雲清夏 Solo ver.] 歌：紫雲清夏

- 葛城リーリヤ 2nd Single「極光」
  - がむしゃらに行こう！ [葛城リーリヤ Solo ver.] 歌：葛城リーリヤ

Howling over the World
作詞・作曲・編曲：烏屋茶房
収録作品
- 学園アイドルマスター - アップデートで追加

収録CD
- 花海咲季 2nd Single「Boom Boom Pow」
  - Howling over the World [花海咲季 Solo ver.] 歌：花海咲季

- 月村手毬 2nd Single「アイヴイ」
  - Howling over the World [月村手毬 Solo ver.] 歌：月村手毬

- 藤田ことね 2nd Single「Yellow Big Bang！」
  - Howling over the World [藤田ことね Solo ver.] 歌：藤田ことね

- 篠澤広 2nd Single「コントラスト」
  - Howling over the World [篠澤広 Solo ver.] 歌：篠澤広

- 倉本千奈 2nd Single「日々、発見的ステップ！」
  - Howling over the World [倉本千奈 Solo ver.] 歌：倉本千奈

- 有村麻央 2nd Single「Feel Jewel Dream」
  - Howling over the World [有村麻央 Solo ver.] 歌：有村麻央

- 姫崎莉波 2nd Single「L.U.V」
  - Howling over the World [姫崎莉波 Solo ver.] 歌：姫崎莉波

- 紫雲清夏 2nd Single「カクシタワタシ」
  - Howling over the World [紫雲清夏 Solo ver.] 歌：紫雲清夏

- 葛城リーリヤ 2nd Single「極光」
  - Howling over the World [葛城リーリヤ Solo ver.] 歌：葛城リーリヤ

ミラクルナナウ(ﾟ∀ﾟ)！
作詞・作曲・編曲：YUC'e
収録CD
- 花海咲季 2nd Single「Boom Boom Pow」
  - ミラクルナナウ(ﾟ∀ﾟ)！ [花海咲季 Solo ver.] 歌：花海咲季

- 月村手毬 2nd Single「アイヴイ」
  - ミラクルナナウ(ﾟ∀ﾟ)！ [月村手毬 Solo ver.] 歌：月村手毬

- 藤田ことね 2nd Single「Yellow Big Bang！」
  - ミラクルナナウ(ﾟ∀ﾟ)！ [藤田ことね Solo ver.] 歌：藤田ことね

- 篠澤広 2nd Single「コントラスト」
  - ミラクルナナウ(ﾟ∀ﾟ)！ [篠澤広 Solo ver.] 歌：篠澤広

- 倉本千奈 2nd Single「日々、発見的ステップ！」
  - ミラクルナナウ(ﾟ∀ﾟ)！ [倉本千奈 Solo ver.] 歌：倉本千奈

- 有村麻央 2nd Single「Feel Jewel Dream」
  - ミラクルナナウ(ﾟ∀ﾟ)！ [有村麻央 Solo ver.] 歌：有村麻央

- 姫崎莉波 2nd Single「L.U.V」
  - ミラクルナナウ(ﾟ∀ﾟ)！ [姫崎莉波 Solo ver.] 歌：姫崎莉波

- 紫雲清夏 2nd Single「カクシタワタシ」
  - ミラクルナナウ(ﾟ∀ﾟ)！ [紫雲清夏 Solo ver.] 歌：紫雲清夏

- 葛城リーリヤ 2nd Single「極光」
  - ミラクルナナウ(ﾟ∀ﾟ)！ [葛城リーリヤ Solo ver.] 歌：葛城リーリヤ

EGO
作詞・作曲・編曲：kijibato（Dream Monster）
収録CD
- 花海咲季 2nd Single「Boom Boom Pow」
  - EGO 歌：花海咲季

Unhappy Light
作詞・作曲・編曲：Aira（Dream Monster）
収録CD
- 月村手毬 2nd Single「アイヴイ」
  - Unhappy Light 歌：月村手毬

ふわふわ
作詞：品川樹、作曲：加藤弘也、編曲：須藤幽玄・加藤弘也
収録CD
- 藤田ことね 2nd Single「Yellow Big Bang!」
  - ふわふわ 歌：藤田ことね

コンテンポラリのダンス
作詞・作曲・編曲：真島ゆろ
収録CD
- 篠澤広 2nd Single「コントラスト」
  - コンテンポラリのダンス 歌：篠澤広

ときめきのソルフェージュ
作詞：Cocoro.（Dream Monster）、作曲・編曲：田熊知存（Dream Monster）
収録CD
- 倉本千奈 2nd Single「日々、発見的ステップ！」
  - ときめきのソルフェージュ 歌：倉本千奈

Top Secret
作詞・作曲・編曲：SHOW（Digz, Inc. Group）
収録CD
- 有村麻央 2nd Single「Feel Jewel Dream」
  - Top Secret 歌：有村麻央

歌声は君いろ
作詞：栗山健太・渡辺ほのか、作曲・編曲：田中ひなの（IKW）
収録CD
- 姫崎莉波 2nd Single「L.U.V」
  - 歌声は君いろ 歌：姫崎莉波

Kira Kira
作詞：Chica、作曲：Dirty Orange（Digz, Inc. Group）・MOMONADY・Chica、編曲：Dirty Orange（Digz, Inc. Group）
収録CD
- 紫雲清夏 2nd Single「カクシタワタシ」
  - Kira Kira 歌：紫雲清夏

Fragile Heart
作詞・作曲・編曲：アッシュ井上（Dream Monster）
収録CD
- 葛城リーリヤ 2nd Single「極光」
  - Fragile Heart 歌：葛城リーリヤ

### コミックス特典のCD

#### 『学園アイドルマスター GOLD RUSH』の特典CD
かちドキ
作詞：大澤めい（Bandai Namco Studios Inc.）、作曲：大澤めい（Bandai Namco Studios Inc.）・佐藤貴文（Bandai Namco Studios Inc.）、編曲：大木奏弥（Bandai Namco Studios Inc.）
収録CD
- 学園アイドルマスター GOLD RUSH 第1巻 オリジナルCD付き特装版 特典CD
  - かちドキ 歌：藤田ことね

## その他の楽曲
ENDLESS DANCE
作詞・作曲：首藤義勝、編曲：藤永龍太郎（Elements Garden）、歌：花海佑芽・十王星南・秦谷美鈴／花海咲季・月村手毬・藤田ことね／葛城リーリヤ・倉本千奈・姫崎莉波／有村麻央・紫雲清夏・篠澤広
2025年2月開催の「学園アイドルマスター DEBUT LIVE 初 TOUR -初陣公演-」のために書き下ろされた楽曲。
標
作詞：十王邦夫、作曲：佐藤貴文、編曲：兼松衆、歌：花海咲季・月村手毬・藤田ことね・有村麻央・葛城リーリヤ・倉本千奈・紫雲清夏・篠澤広・姫崎莉波・花海佑芽・秦谷美鈴・十王星南
初星コミュエンディング曲であり、初星学園校歌。
タイトルの読みは「しるべ」。
カタマリ オンザ ドゥン
作詞・作曲・編曲：YuuMiyake（MIYAKEYUUSTUDIO）、歌：花海咲季
Nintendo Switch、PlayStation 5、Xbox Series X/S、Steam向けソフト「ワンス・アポン・ア・塊魂」に収録される"素敵ソング"（挿入歌）。